# Alder (geologi)
 For alternative betydninger, se Alder. (Se også artikler, som begynder med Alder)
En alder er en geokronologisk enhed der kan variere fra 11.500 år til 20 millioner år. Aldre samles i geologiske epoker.
Sen Kridt er en geologisk epoke, som opdeles i aldrene:
- Maastrichtien
- Campanien
- Santonien
- Coniacien
- Turonien
- Cenomanien

De bjergarter der dannes i løbet af en alder udgør en kronostratigrafisk enhed; etage. Etagen Maastrichtien blev dannet i løbet af alderen Maastrichtien.